# 古路乡
古路乡（古路公社、民主公社），是中華人民共和國四川省鄰水縣曾经下辖的一个乡。

## 沿革[2]
- 1953年4月24日，第九區(石永區)公所從石永鄉划出10、11、12、13、14村和9村的一半，增建古路鄉人民政府。1956年1月16日，古路鄉人民政府改稱古路鄉人民委員會。1958年9月22日，古路鄉人委改稱古路人民公社。1966年5月「文革」開始後，古路人民公社工作受到干擾。1967年1月，為了破「四舊」，古路人民公社改稱民主人民公社。3月，由公社武裝幹部和群眾代表主持成立了民主人民公社生產辦公室，負責公社日常工作。1967年3月，成立民主人民公社生產辦公室，負責公社日常工作。1968年12月13日，經縣人武部黨委批准，民主人民公社革命委員會成立。1973年5月12日，經地革委批准民主人民公社革委會改稱古路人民公社革命委員會。1976年10月粉碎「四人幫」後，古路人民公社的行政組織機構仍然是革命委員會。1981年3月，縣委決定撤銷古路人民公社革委會，建立古路人民公社管理委員會，管委會設正、副主任．1984年1月，根據中共中央體制改革要求，縣委又決定撤銷古路人民公社管委會，建立古路鄉人民政府。

- 2019年12月，撤销古路乡，将所属行政区域划归石永镇管辖。[3]

## 行政区划
古路乡撤销前下辖以下地区：
台子村、鹽河村、黃園村、雙流村、河豐村。